# Le nozze di Figaro

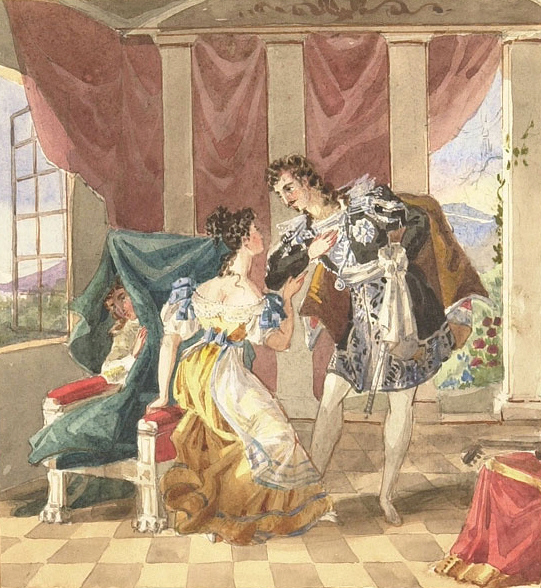
19e-eeuwse prent van een scène uit Le nozze di Figaro

Le nozze di Figaro of Figaro's bruiloft (KV 492) is een opera van Wolfgang Amadeus Mozart.

## Achtergrond
Deze opera bevat vier akten en is gebaseerd op een blijspel van Pierre Beaumarchais. Hij is een vervolg op De barbier van Sevilla, een ander blijspel van Beaumarchais. Het toneelstuk werd verboden in Wenen omdat het te onbeschaamd en te bedreigend was voor de gevestigde orde. Het was in de periode vlak voor de Franse Revolutie.
Ondanks het verbod op het toneelstuk besloot Mozart om er een opera buffa van te maken. Mozart werkte aan de opera Le nozze di Figaro tussen midden oktober 1785 en april 1786. Dit deed hij samen met Lorenzo da Ponte, die in zes weken het libretto schreef, waarbij hij de tekst van het toneelstuk in poëtisch Italiaans omzette. Bovendien verwijderde Ponte alle politieke aspecten. Zo werd de toespraak van Figaro tegen de erfelijkheid van adel vervangen door een boze aria gericht tegen overspelige vrouwen. De samenwerking tussen Da Ponte en Mozart werd voortgezet bij nog twee andere opera's, Don Giovanni en Così fan tutte. De opera speelt in Spanje, maar de tekst is in het Italiaans.
De eerste uitvoering in Wenen in het Altes Burgtheater dateert van 1 mei 1786. Mozart zelf dirigeerde de première, spelend achter het klavier. De opera duurt in de huidige vorm drieënhalf uur. Bij de eerste uitvoering werden bovendien nog acht aria's herhaald, omdat het publiek zo enthousiast was. Keizer Jozef II vond dat het te lang duurde en stelde later een verbod in op het herhalen van gedeelten uit de opera's.
Uit brieven van Leopold Mozart, Wolfgangs vader, aan zijn dochter Nannerl blijkt, dat het script een klein ballet in de opvoering bevatte terwijl dit verboden was door keizer Jozef II. Rosenberg, de directeur van het operagebouw, scheurde daarom de betreffende bladzijden uit het libretto. Tijdens de generale repetitie werd het gedeelte met het ballet opgevoerd als een pantomime waarbij het orkest niet speelde en de spelers op het toneel een beetje heen en weer huppelden. De keizer, die onverwachts de generale repetitie bezocht, vroeg zich af waar dit op sloeg, maar kreeg als antwoord dat hij zelf ingegrepen had in het libretto. Wellicht is dit de reden geweest waarom de première van de opera werd uitgesteld van 28 april 1786 tot 1 mei 1786.
De opera had een voor die tijd ondeugend tintje aangezien het openingstoneel plaatsvond in de toekomstige slaapkamer van Figaro en Susanna. Destijds stoorde men zich vooral aan de kritiek op het gevestigde klassenstelsel en de aristocratie.

## De muziek
Le nozze di Figaro wordt nog steeds geregeld opgevoerd in de grotere operahuizen. Deze opera behoort, samen met Così fan tutte en Don Giovanni, tot de grote Italiaanse drie van Mozart.
De ouverture wordt vaak als apart stuk opgevoerd.

## Rolverdeling
- Graaf Almaviva (bariton)
- Gravin Almaviva (sopraan)
- Susanna, dienstmeid van de gravin, verloofde van Figaro (sopraan)
- Figaro, bediende van de graaf, voorheen kapper (bas/bariton)
- Cherubino, page van de graaf (sopraan/mezzosopraan)
- Marcellina, gouvernante (sopraan)
- Doctor Bartolo, dokter (bas)
- Don Basilio, muziekleraar (tenor)
- Don Curzio, rechter (tenor)
- Barbarina, dochter van Antonio (sopraan)
- Antonio, tuinman (bas)

## Synopsis
De opera speelt zich af op een dag in het paleis van Graaf Almaviva bij Sevilla.
Figaro is de bediende van de graaf en gaat trouwen met Susanna, de kamenier van de gravin. Op hun trouwdag spelen zich vele intriges af. De graaf heeft een oogje op Susanna en hoewel hij als moderne man het jus primae noctis op morele gronden afwijst, wil hij het oude droit du seigneur (recht van de heer op de eerste nacht met de bruid) stiekem toch uitoefenen. Dit is natuurlijk dramatisch voor de geliefden die er alles aan doen om er aan te ontsnappen. 
De puberende page Cherubino (vaak gespeeld door een mezzosopraan) heeft een oogje op alle vrouwen, maar met name op de gravin. De huishoudster Marcellina is verliefd op Figaro en wil hem aan zijn belofte houden om met haar te trouwen als hij een lening aan haar niet terug kan betalen. De gravin is verdrietig over het voorgenomen overspel van de graaf en wil de liefde van haar man nieuw leven inblazen. 
Uiteindelijk bedenken Figaro, Cherubino, de gravin en Susanna een valstrik om de graaf op zijn nummer te zetten en zijn plan om Susanna te 'verleiden', te verijdelen. Vanzelfsprekend verloopt dit niet helemaal vlekkeloos maar de graaf wordt uiteindelijk, min of meer zoals gepland, in de donkere paleistuin verleid door zijn eigen vrouw vermomd als Susanna; een vermomming waar ook de diep geschokte Figaro aanvankelijk intrapt zodat hij denkt dat zijn Susanna toch met de graaf aanpapt. 
En zoals bij een vrolijke opera hoort is het eind goed, al goed. Figaro komt er en passant achter wie zijn ouders zijn, zijn bruiloft met Susanna gaat door, en de graaf ziet zich gedwongen, zijn vrouw om vergiffenis te vragen.

### Voorgeschiedenis
De jonge, opvliegende graaf en de alwetende, kleinstedelijke barbier Figaro waren ooit vrienden. Dankzij de hulp van Figaro veroverde de graaf zijn geliefde Rosina, die als wees opgroeide in het huis van haar voogd, de arts Bartolo. De graaf vestigde zich met zijn jonge vrouw op zijn landgoed in de buurt van Sevilla en nam Figaro in dienst. Voor gravin Rosina en graaf Almaviva begon het eentonige leven van de plattelandsaristocratie: jachtfestijnen, tuinfeesten en hofintriges. De graaf vervolgde zijn stiekeme avontuurtjes met zijn lijfeigenen, dienstmeisjes en boerinnen. Wanneer hij -misschien wel voor de eerste keer in zijn leven- bij een liefdesaffaire weerstand ondervindt, is hij met name in zijn mannelijke ijdelheid gekwetst. Zijn plan om toch weer aanspraak te maken op het recht op de eerste nacht is niet meer dan een wapen in de liefdesstrijd en heeft geen echte politieke betekenis. De graaf begeert de knappe, slimme Susanna, het nieuwe kamermeisje van zijn vrouw. Deze 'trofee' wordt steeds begerenswaardiger doordat Susanna hem negeert omdat zij verliefd is op Figaro.

## Media
|  |                                                                          |
|  | Le nozze di Figaro - De ouverture van Le nozze di Figaro (download·info) |

## Trivia
- Een deel van de melodie van de aria Non più andrai, farfallone amoroso werd gebruikt in het volksliedje Jan Hinnerk uit de Franse tijd.
- In de jaren zestig had het Cocktail Trio een hit met Catootje ("ik ben met mijn Catootje naar de opera geweest"), een parodie op Jan Hinnerk. In deze parodie werd (zeer herkenbaar) ook een ander deel uit dezelfde aria verwerkt.
- De ouverture werd tot 2012 door de tv-zender Brava NL gebruikt tijdens aankondigingen van concerten en het tonen van het programmaoverzicht tussen de uitzendingen.
- In de film The Shawshank Redemption wordt het brief-duet Sull'aria Che soave zeffiretto uit Le Nozze di Figaro door het hoofdpersonage Andy (Tim Robbins) door de luidsprekers van de gevangenis gejaagd wanneer hij deze plaat toevallig tegenkomt in het kantoor van de gevangenisdirecteur. Het is een daad van verzet tegen de gevestigde orde, zoals de opera dat ook zelf was.
- In de film Trading Places uit 1983 wordt de muziek gebruikt als intromuziek, gepaard gaande met sfeerbeelden van Philadelphia (en de working class) en de introductie van enige hoofdpersonages uit de film.
- In de film Kaos van de gebroeders Taviani wordt in de laatste episode Gesprek met mijn moeder, waarbij de hoofdpersoon op zoek gaat naar zijn lang vervlogen kindertijd, een instrumentale versie van L'Ho Perduta...Me Meschina! gebruikt.

- Biblioteca Nacional de España: XX2101861
- Bibliothèque nationale de France: cb13915222d (data)
- Catàleg d'autoritats de noms i títols de Catalunya: 981058522951006706
- Gemeinsame Normdatei: 300109849
- Library of Congress Control Number: n81079986
- MusicBrainz work: 8c6d8c96-bb80-4d9d-9fda-96852e10af60
- Nationale bibliotheek van Australië: 36037718
- Nationale Bibliotheek van Israël: 987007504338105171
- LIBRIS: 169831
- Système universitaire de documentation: 031338011
- Virtual International Authority File: 308699110

Die Schuldigkeit des ersten Gebotes · Apollo et Hyacinthus · Bastien und Bastienne · La finta semplice · Mitridate · Ascanio in Alba · La Betulia Liberata · Il sogno di Scipione · Lucio Silla · Thamos, König in Ägypten · La finta giardiniera · Il rè pastore · Zaide · Idomeneo · Die Entführung aus dem Serail · L'oca del Cairo · Lo sposo deluso · Der Schauspieldirektor · Le nozze di Figaro · Don Giovanni · Così fan tutte · Die Zauberflöte · La clemenza di Tito